# Пабло Куньят
Па́бло Кунья́т Ка́мпос (ісп. Pablo Cuñat Campos; нар. 28 квітня 2002) — іспанський футболіст, воротар клубу «Леванте».

## Клубна кар'єра

### «Леванте»
Займався футболом в системі клубу «Леванте», звідки 2017 року перейшов до академії «Барселони». 2020 року повернувся до «Леванте», де 13 грудня 2020 року дебютував за її резервну команду в матчі Сегунди Б проти «Еркулеса». 3 грудня 2021 року продовжив контракт з клубом до червня 2024 року з опцією продовження ще на два сезони.
В сезоні 2022–23 провів за «Леванте Б» 22 поєдинки в Терсері Федерасьйон, пропустивши 11 м'ячів (найменше серед воротарів в своїй групі).

#### Оренда в «Аморебієту»
7 серпня 2023 року на правах оренди перейшов в клуб Сегунди «Аморебієта» до кінця сезону. 11 серпня в матчі Сегунди проти «Леванте» дебютував за «Аморебієту». За період оренди провів за клуб 26 поєдинків, в яких пропустив 29 м'ячів та зіграв 7 «сухих» матчів.

#### Оренда в «Картахену»
3 червня 2024 року продовжив контракт з «Леванте» до літа 2026 року. 9 липня 2024 року відправився в сезонну оренду в клуб Сегунди «Картахена». 18 серпня 2024 року дебютував за нову команду в матчі Сегунди проти «Бургоса». Всього час оренди був основним воротарем «Картахени», провівши 38 поєдинків.

## Кар'єра в збірній
У вересні 2023 року отримав перший виклик в збірну Іспанії до 21 року для участі в матчах кваліфікації молодіжного чемпіонату Європи 2025 проти збірних Мальти та Шотландії. 8 вересня 2023 року в поєдинку з Мальтою дебютував за молодіжну збірну Іспанії.
В червні 2025 року потрапив в заявку збірної до 21 року на молодіжний чемпіонат Європи в Словаччині. На турнірі був запасним, провівши один матч, а його команда дійшла до чвертьфіналу, де поступилась англійцям.

## Статистика виступів
Станом на 17 травня 2025 
| Клуб              | Сезон             | Чемпіонат             | Чемпіонат | Чемпіонат | Кубок | Кубок | Єврокубки | Єврокубки | Інші  | Інші | Всього | Всього | Всього |
| Клуб              | Сезон             | Дивізіон              | Матчі     | Голи      | Матчі | Голи  | Матчі     | Голи      | Матчі | Голи | Матчі  | Голи   |        |
| ----------------- | ----------------- | --------------------- | --------- | --------- | ----- | ----- | --------- | --------- | ----- | ---- | ------ | ------ | ------ |
| Леванте Б         | 2020–21           | Сегунда Дивізіон Б    | 9         | −8        | —     | —     | —         | —         | —     | —    | 9      | −8     |        |
| Леванте Б         | 2021–22           | Сегунда Дивізіон RFEF | 22        | −11       | —     | —     | —         | —         | —     | —    | 22     | −11    |        |
| Леванте Б         | 2022–23           | Терсера Федерасьйон   | 22        | −11       | —     | —     | —         | —         | —     | —    | 22     | −11    |        |
| Леванте Б         | Всього            | Всього                | 51        | −41       | 0     | 0     | 0         | 0         | 0     | 0    | 51     | −41    |        |
| → Аморебієта      | 2023–24           | Сегунда Дивізіон      | 26        | −29       | 0     | 0     | —         | —         | —     | —    | 26     | −29    |        |
| → Картахена       | 2024–25           | Сегунда Дивізіон      | 35        | −65       | 3     | −2    | —         | —         | —     | —    | 38     | −67    |        |
| Всього за кар'єру | Всього за кар'єру | Всього за кар'єру     | 112       | −132      | 3     | −2    | 0         | 0         | 0     | 0    | 115    | −137   |        |